# Ramon Pascal Lundqvist
Ramon Pascal Lundqvist (Algutsrum, 10 mei 1997) is een Zweeds professioneel voetballer die doorgaans als middenvelder speelt. Hij verruilde Göztepe SK in augustus 2024 voor IFK Göteborg.

## Clubcarrière

### PSV
Lundqvist kwam op twaalfjarige leeftijd in de jeugdopleiding van Kalmar FF terecht. In juli 2013 tekende hij een contract tot medio 2016 bij PSV. Lundqvist sloot zich in zijn eerste seizoen aan bij de B1 van de Eindhovenaren, dat onder leiding stond van Jürgen Dirkx. Een seizoen later werd hij doorgeschoven naar de PSV –19. Op 29 augustus 2015 maakte Lundqvist zijn debuut voor Jong PSV, in een competitiewedstrijd tegen RKC Waalwijk. Hij kwam na 55 minuten het veld in voor Moussa Sanoh en gaf in de slotminuten een voorzet waaruit Rai Vloet de 0-2 maakte.
Lundqvist verlengde in september 2015 zijn contract bij PSV tot medio 2019. Hij debuteerde op 10 september 2016 in het eerste elftal van de Eindhovense club, tijdens een met 0–4 gewonnen wedstrijd in de Eredivisie uit bij N.E.C. Hij viel die dag in de tachtigste minuut in voor Bart Ramselaar. Lundqvist maakte op 23 november 2016 zijn debuut in de Champions League. Hij verving die dag in de 84e minuut Davy Pröpper tijdens een met 2–0 verloren wedstrijd uit bij Atlético Madrid. Trainer Phillip Cocu hevelde Lundqvist op 29 november 2016 definitief over naar de selectie van het eerste elftal. Hij liep in februari 2017 vervolgens een knieblessure op die hem tot eind november 2017 aan de kant hield. Lundqvist maakte op 29 januari 2018 zijn eerste doelpunt in het betaald voetbal. Hij bracht Jong PSV toen op 3–0 tijdens een met 4–1 gewonnen competitiewedstrijd thuis tegen FC Eindhoven. Lundqvist werd in maart 2018 geopereerd aan zijn linkerknie en moest daardoor de rest van het seizoen 2017/18 missen.
Nadat hij terugkeerde van zijn blessure was Lundqvist tot aan de winterstop van het seizoen 2018/19 basisspeler in alle wedstrijden van Jong PSV. Zijn speeltijd in het eerste elftal bleef in die periode beperkt tot twee wedstrijden in het toernooi om de KNVB beker. 

### NAC Breda
Hij liet PSV in januari 2019 definitief achter zich en tekende een contract tot medio 2021 bij NAC Breda. Hier fungeerde hij voor het eerst als basisspeler bij een ploeg in de Eredivisie. De Bredase club degradeerde een halfjaar later alleen naar de Eerste divisie. 

### FC Groningen
Lundqvist daalde niet mee af, maar tekende in plaats daarvan tot medio 2022 bij FC Groningen, de nummer acht van Nederland in het voorgaande seizoen. In zijn eerste seizoen bij FC Groningen (2019/20) speelde hij 20 eredivisieduels, waarin hij goed was voor vijf goals. Hij had dat seizoen rugnummer 10, maar gaf die in juni 2020 af aan Arjen Robben, die een comeback kwam maken in het profvoetbal. In het seizoen 2021/22 speelde hij op huurbasis in Griekenland voor Panathinaikos FC waarmee hij de Griekse voetbalbeker won. In het seizoen 2022/23 kwam hij niet veel meer aan bod. 

### Sarpsborg
In maart 2023 maakte hij de overstap naar het Noorse Sarpsborg 08 FF.

## Clubstatistieken

### Beloften
| Seizoen         | Club            | Competitie      | Competitie | Competitie |
| Seizoen         | Club            | Competitie      | Wed.       | Dlp.       |
| --------------- | --------------- | --------------- | ---------- | ---------- |
| 2015/16         | Jong PSV        | Eerste divisie  | 13         | 0          |
| 2016/17         | Jong PSV        | Eerste divisie  | 10         | 0          |
| 2017/18         | Jong PSV        | Eerste divisie  | 10         | 1          |
| 2018/19         | Jong PSV        | Eerste divisie  | 17         | 7          |
| Beloften totaal | Beloften totaal | Beloften totaal | 50         | 8          |

Senioren
| Seizoen         | Club            | Competitie      | Competitie | Competitie | Beker | Beker | Overig | Overig | Totaal | Totaal |
| Seizoen         | Club            | Competitie      | Wed.       | Dlp.       | Wed.  | Dlp.  | Wed.   | Dlp.   | Wed.   | Dlp.   |
| --------------- | --------------- | --------------- | ---------- | ---------- | ----- | ----- | ------ | ------ | ------ | ------ |
| 2016/17         | PSV             | Eredivisie      | 2          | 0          | 1     | 0     | 1      | 0      | 4      | 0      |
| 2017/18         | PSV             | Eredivisie      | 0          | 0          | 0     | 0     | –      | –      | 0      | 0      |
| 2018/19         | PSV             | Eredivisie      | 0          | 0          | 2     | 1     | –      | –      | 2      | 1      |
| 2018/19         | NAC Breda       | Eredivisie      | 17         | 0          | 0     | 0     | –      | –      | 17     | 0      |
| 2019/20         | FC Groningen    | Eredivisie      | 20         | 5          | 1     | 0     | –      | –      | 21     | 5      |
| 2020/21         | FC Groningen    | Eredivisie      | 25         | 2          | 1     | 1     | 1      | 0      | 27     | 3      |
| 2021/22         | FC Groningen    | Eredivisie      | 1          | 0          | –     | –     | –      | –      | 1      | 0      |
| 2021/22         | → Panathinaikos | Super League    | 11         | 1          | 2     | 0     | –      | –      | 13     | 1      |
| 2022/23         | FC Groningen    | Eredivisie      | 13         | 0          | 1     | 0     | –      | –      | 14     | 0      |
| 2023            | Sarpsborg 08    | Eliteserien     | 30         | 6          | 4     | 1     | –      | –      | 34     | 7      |
| 2023/24         | Göztepe SK      | Süper Lig       | 16         | 4          | 1     | 0     | –      | –      | 17     | 4      |
| 2024/25         | IFK Göteborg    | Allsvenskan     | 0          | 0          | 0     | 0     | 0      | 0      | 0      | 0      |
| Senioren totaal | Senioren totaal | Senioren totaal | 135        | 18         | 13    | 3     | 2      | 0      | 150    | 21     |
| Carrièretotaal  | Carrièretotaal  | Carrièretotaal  | 185        | 26         | 13    | 3     | 2      | 0      | 200    | 29     |

Bijgewerkt t/m 7 augustus 2024.

## Interlandcarrière
Lundqvist maakte deel uit van Zweden –16, Zweden –17, Zweden –18 en Zweden –19. Hij nam met Zweden –17 deel aan het WK –17 van 2013. Zijn ploeggenoten en hij werden hier derde, nadat ze in de halve finale verloren van de latere kampioen Nigeria –17.

## Erelijst
| Competitie           | Aantal | Jaren   |     |     |
| PSV                  | PSV    | PSV     | PSV | PSV |
| -------------------- | ------ | ------- | --- | --- |
| Kampioen Eredivisie  | 1x     | 2017/18 |     |     |
| Johan Cruijff Schaal | 1x     | 2016    |     |     |
| Panathinaikos        |        |         |     |     |
| Griekse voetbalbeker | 1x     | 2021/22 |     |     |